# MicroStrip Gas Chamber
Una MicroStrip Gas Chamber (camera a gas a microstrisce) è un rivelatore di particelle che è in grado di rivelare la traiettoria di una particella e misurare l'energia che ha perso all'interno del rivelatore. Può essere considerato l'evoluzione della camera proporzionale a multifili. Il rivelatore è stato inventato da Anton Oed nel 1988 all'Institut Laue-Langevin di Grenoble. Le MSGC sono state utilizzate per esempio per HERA-B a DESY. Le loro prestazioni si collocano tra i rivelatori a gas e i rivelatori a semiconduttori.

## Costruzione
Il rivelatore è formato da un insieme di strisce metalliche sottili incise sopra un supporto isolante. Le strisce sono tenute a tensione alternativamente positiva e negativa, in modo tale che funzionino metà da catodi e metà da anodi. Il funzionamento è simile a quello delle camere a multifili. Il miglioramento sta nel fatto che le tecniche fotolitografiche consentono di avere una spaziatura tra le strisce molto piccola, almeno un ordine di grandezza meno di una camera a multifili. Inoltre poiché anodo e catodo sono molto vicini si riduce il tempo di raccolta degli ioni positivi e quindi i problemi di carica spaziale, consentendo al rivelatore di sopportare rate più alti.

## Problemi
Il problema maggiore di questo tipo di rivelatore è il danneggiamento che può essere dovuto a rare scariche molto intense che si possono creare tra anodo e catodo oppure ad una serie di meccanismi di invecchiamento più lenti che compaiono in tutti i rivelatori a gas che per esempio possono portare alla polimerizzazione sulla superficie degli elettrodi, creando degli strati isolanti.